# Sophie Nélisse

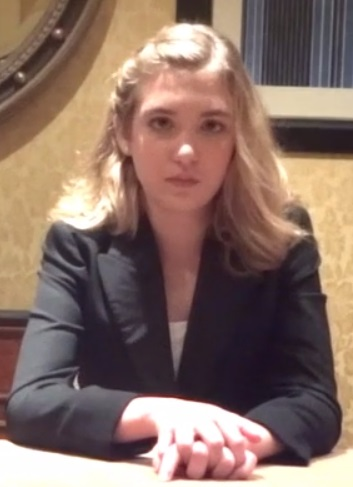
Sophie Nélisse podczas dyskusji o filmie Złodziejka książek (2013).

Sophie Nélisse (ur. 27 marca 2000 w Windsorze) – kanadyjska aktorka filmowa i telewizyjna.

## Życiorys
Pochodzi z rodziny o francusko-kanadyjskich korzeniach. Gdy miała cztery lata jej rodzina przeprowadziła się do Montrealu. Znana jest z ról w filmach m.in. Złodziejka książek, Pionek, Pan Lazhar – za którą otrzymała Nagrodę Genie za najlepszą aktorkę drugoplanową.
Występuje w filmach i serialach telewizyjnych, w tym w serialu Yellowjackets, gdzie gra nastoletnią Shaunę Shipman.
Otrzymała wiele nominacji i nagród, w tym Nagrodę Satellite za najlepszy debiut oraz Nagrodę Hollywood Film Award.
W 2023 roku zagrała rolę polskiej nastoletniej dziewczyny Ireny Gut-Opdyke, która uratowała kilkunastu Żydów podczas II wojny światowej i holocaustu. Film nosił tytuł Przysięga Ireny i miał premierę na MFF w Toronto.
Aktorką jest także jej siostra Isabelle Nélisse.

## Wybrana filmografia
- 2011: Pan Lazhar jako Alice L'Écuyer[15]
- 2013: Złodziejka książek jako Liesel Meminger
- 2014: Pionek jako Młoda Joan
- 2015: Wielka Gilly jako Gilly Hopkins
- 2023: Przysięga Ireny jako Irena Gut-Opdyke[16]

## Nagrody i nominacje
- 19. ceremonia wręczenia nagród Critics’ Choice, "Najlepszy aktor lub aktorka dziecięca" za rolę w filmie Złodziejka książek (film)